# Olea capensis

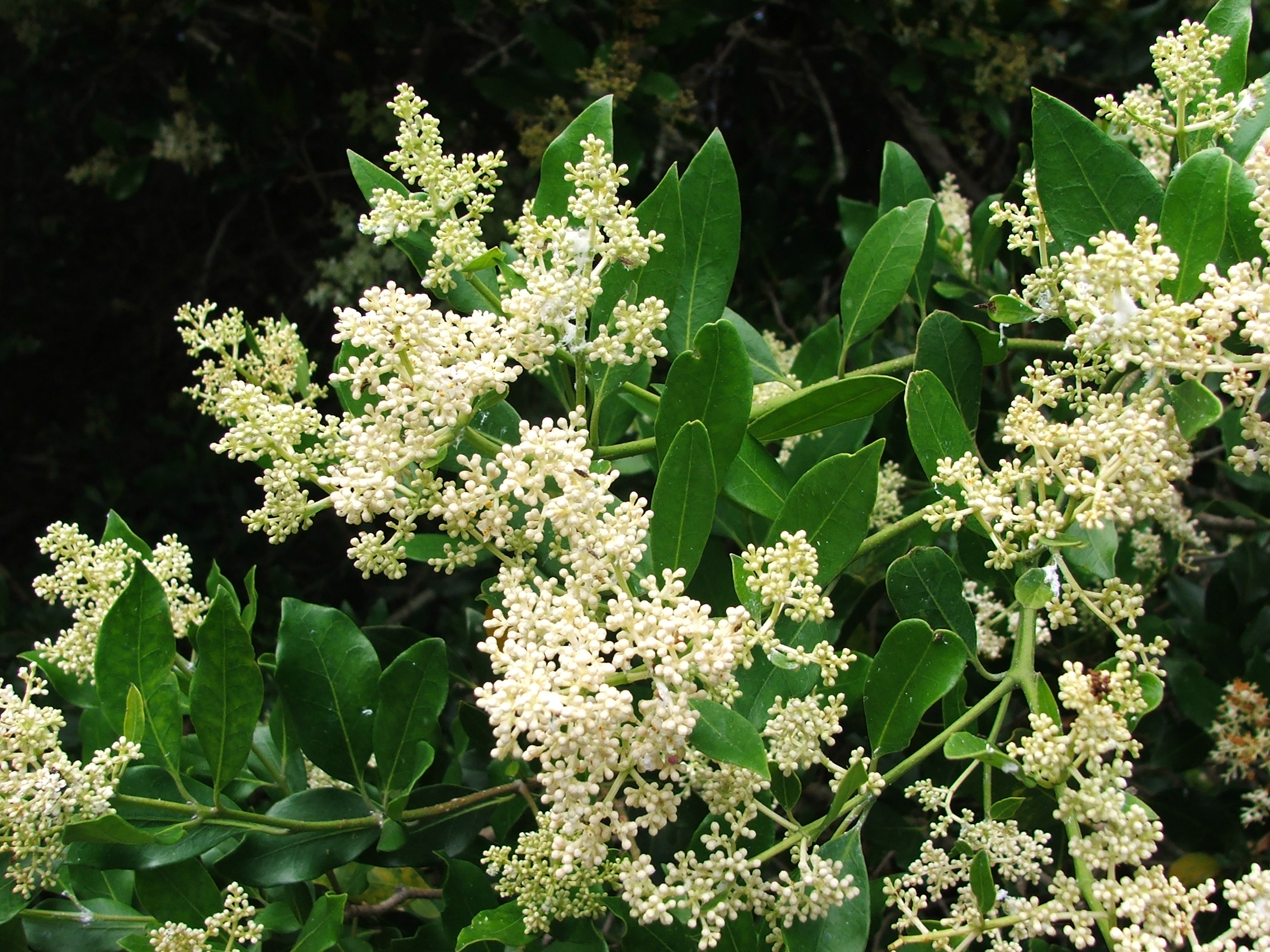
Blütenstand

Olea capensis ist ein Baum in der Familie der Ölbaumgewächse aus West- bis Zentral- und im nördlicheren Ostafrika, im Sudan, auf Sokotra, Madagaskar, den Komoren sowie in Südafrika. Das Verbreitungsgebiet ist disjunkt, also mit räumlich getrennten Populationen. Sie kommt bis Lagen von über 3000 Meter vor.

## Beschreibung
Olea capensis wächst als immergrüner Baum bis zu 40 Meter hoch, sie bleibt aber meist einiges kleiner, oder seltener als Strauch. Der Stammdurchmesser erreicht bis zu 1,5 Meter. Die braune bis graue Borke ist im Alter gräulich und furchig.
Die einfachen und kurz gestielten Laubblätter sind gegenständig. Der Blattstiel ist bis zu 1,5 Zentimeter lang. Die ledrigen, kahlen und ganzrandigen, spitzen bis zugespitzten oder rundspitzigen, eiförmigen bis verkehrt-eiförmigen oder elliptischen Blätter sind bis zu 11 (15) Zentimeter lang. Sie sind manchmal feinstachelspitzig und gewellt. Die Nebenblätter fehlen.
Es werden endständige, kurze, kahle und vielblütige, mehr oder weniger dichte Rispen gebildet. Die sehr kleinen, duftenden, zwittrigen und kurz gestielten, weißen Blüten sind vierzählig mit doppelter Blütenhülle. Der kleine, bis etwa 2 Millimeter große Kelch ist becherförmig mit minimalen Zipfeln und die 3,5–5 Millimeter lange Krone ist kurz verwachsen mit ausladenden Zipfeln. Es sind nur 2 relativ kurze Staubblätter vorhanden. Der kleine, oberständige Fruchtknoten mit kurzem Griffel ist zweikammerig.
Es werden kleine, bis zu 2 Zentimeter große, eiförmige bis ellipsoide und schwärzlich-blaue, „bereifte“, meist einsamige Steinfrüchte gebildet. Der holzige Steinkern ist dickschalig.

## Verwendung
Das sehr schwere und harte, recht beständige Holz, Eisenholz, ist schön und begehrt. Es ist bekannt als Black ironwood, Schwarzes Eisenholz oder (Zwart) Yserhout, es ist ähnlich wie jenes des Olivenbaums aber etwas schwerer.
Die Früchte sollen essbar sein.